# Autostrada A8/A26
Die Autostrada A8/A26 (italienisch für ‚Autobahn A8/A26‘), auch Diramazione Gallarate-Gattico genannt, ist ein Autobahnabzweig, der eine Verbindung zwischen den norditalienischen Städten Borgomanero und Gallarate herstellt und die A26 Genua – Gravellona Toce an die A8 Varese – Mailand anbindet. Diese Strecke wird auch als D08 bezeichnet.
Betrieben und verwaltet wird die Autobahn von der italienischen Autobahngesellschaft Autostrade per l’Italia.
Die Strecke ist zwischen dem Autobahndreieck mit der A8 bei Gallarate und der Anschlussstelle Sesto Calende – Vergiate vier- und auf der restlichen Strecke bis zum Autobahndreieck mit der A26 bei Borgomanero sechsspurig ausgebaut. Es besteht zudem mautpflicht.

## Geschichte
Der Autobahnzweig wurde zwischen Gallarate und Sesto Calende bereits am  3. September 1925 eröffnet, zeitgleich mit der dritten Ausbauphase der A8.  Die Eröffnung des Abschnittes zwischen Sesto Calende und Gattico folgte am 20. Dezember 1988.
Dieser Autobahnzweig  zählt somit zu einem der ältesten in Italien.